# ミゲール・トリンダーデ
ミゲール・トリンダーデ（Miguel Trindade、2001年1月5日 - ）は、ポルトガルの男性キックボクサー。リスボン出身。Mamba Fight Club所属。GLORY･RISEフェザー級グランプリ準優勝。

## 来歴
2023年12月23日、GLORY初出場となったGLORY 90でベルジャン・ペポシと対戦し、1Rにダウンを奪われるも2Rにダウンを奪い返すなど激戦の末1-4の判定負けを喫した。
2024年3月17日、RISE初出場となったRISE ELDORADO 2024で現RISE世界スーパーライト級王者のチャド・コリンズと対戦し、1Rに3度のダウンを奪いTKO勝ちを収めた。
2024年7月20日、GLORY 93でGLORY世界フェザー級1位のエイブラハム・ヴィダレスと対戦し、5-0の判定勝ちを収めた。
2024年12月21日、RISE WORLD SERIES 2024 FINALのGLORY･RISEフェザー級グランプリ1回戦で原口健飛と対戦し、1R序盤はやや劣勢であったが1R終盤に右フックでダウンを奪いKO勝ちを収めた。準決勝でチャド・コリンズと再戦し、1Rに2度のダウンを奪いまたしてもTKO勝ちを収めた。決勝戦で現GLORY世界フェザー級王者のペットパノムルン・キャットムーカオと対戦し、1-2の判定負けを喫した。

## 戦績

### プロキックボクシング
| キックボクシング 戦績 | キックボクシング 戦績 | キックボクシング 戦績 | キックボクシング 戦績 | キックボクシング 戦績 | キックボクシング 戦績 | キックボクシング 戦績 |
| --------------------- | --------------------- | --------------------- | --------------------- | --------------------- | --------------------- | --------------------- |
| 22 試合               | (T)KO                 | 判定                  | その他                | 引き分け              | 無効試合              |                       |
| 18 勝                 | 13                    | 5                     | 0                     | 0                     | 0                     |                       |
| 4 敗                  | 0                     | 4                     | 0                     | 0                     | 0                     |                       |

| 勝敗 | 対戦相手                           | 試合結果                     | 大会名                                                                  | 開催年月日     |
| ×    | ペットパノムルン・キャットムーカオ | 5R終了 判定0-5               | GLORY 100 【GLORY世界フェザー級タイトルマッチ】                         | 2025年6月14日  |
| ○    | YA-MAN                             | 3R 0:43 TKO（タオル投入）    | RISE ELDORADO 2025                                                      | 2025年3月29日  |
| ×    | ペットパノムルン・キャットムーカオ | 3R終了 判定1-2               | RISE WORLD SERIES 2024 FINAL 【GLORY･RISEフェザー級グランプリ決勝戦】   | 2024年12月21日 |
| ○    | チャド・コリンズ                   | 1R 1:02 TKO（2ノックダウン） | RISE WORLD SERIES 2024 FINAL 【GLORY･RISEフェザー級グランプリ準決勝戦】 | 2024年12月21日 |
| ○    | 原口健飛                           | 1R 2:59 KO（右フック）       | RISE WORLD SERIES 2024 FINAL 【GLORY･RISEフェザー級グランプリ1回戦】    | 2024年12月21日 |
| ○    | エイブラハム・ヴィダレス           | 3R終了 判定5-0               | GLORY 93                                                                | 2024年7月20日  |
| ○    | チャド・コリンズ                   | 1R 1:35 TKO（3ノックダウン） | RISE ELDORADO 2024                                                      | 2024年3月17日  |
| ×    | ベルジャン・ペポシ                 | 3R終了 判定1-4               | GLORY 90                                                                | 2023年12月23日 |

## 獲得タイトル
キックボクシング
- WAKOヨーロッパ スーパーライト級王者
- ISKAヨーロッパ スーパーライト級王者
- MFC-65kg級世界王者
- GLORY･RISEフェザー級グランプリ準優勝